# Konstantin Päts
Konstantin Päts, född 23 februari 1874 i Tahkuranna i Guvernementet Livland i Ryssland, död 18 januari 1956 i Burashevo i Kalinin oblast i Sovjetunionen, var en estnisk publicist, jurist, affärsman och politiker för Estniska bondeförbundet. Han var i flera omgångar under mellankrigstiden Estlands regeringschef som riksäldste, och regerade efter en statskupp 1934 Estland genom dekret som en auktoritär enpartistat. Han blev 1938 det första estniska statsöverhuvudet med titeln president. Päts fängslades vid Sovjetunionens ockupation av Estland 1940 och avled i sovjetisk fångenskap.

## Biografi
Efter avlagd juristexamen i Dorpat (Tartu) 1896 var Päts verksam i Reval (Tallinn) som advokat, kommunalman och revolutionärt nationalistisk publicist. Dömd till döden efter revolutionen 1905 var han landsflyktig 1905–1910 och satt i fängelse i Sankt Petersburg 1910–1911. Därefter kom han åter i den aktiva ledningen för en estniska självständighetspolitiken och var 1914–1918 en av dem som i första hand skapade förutsättningarna för ett fritt Estland.
1918–1919 var han ministerpresident och inrikesminister i den provisoriska regeringen, 1921–1922 på nytt ministerpresident och Estlands förste statschef, "riksäldste". Päts tillhörde därefter den ledande gruppen inom agrarpartiet. Den 1 november 1932 utsågs han på nytt till ministerpresident för perioden 1933–1935.
Trettiotalet blev en inrikespolitiskt turbulent tid i Estland. Efter en period med vad som upplevts som svaga regeringar hade 1933 en ny konstitution formulerats där den tidigare posten som riksäldste avsågs ersättas med en president med starkare maktposition. Päts var statsäldste under övergångsperioden mellan den tidigare konstitutionen och den senare, men när den högernationalistiska Vapsrörelsen såg ut att vinna makten i de förestående valen genomförde han i mars 1934 en statskupp i samarbete med general Johan Laidoner, sedermera överbefälhavare, och drev med stöd av arbetarpartiet igenom en semi-auktoritär konstitution där presidenten styrde med dekret för att stävja den allt starkare växande nationalistiska högern. Päts införde undantagstillstånd, förbjöd alla politiska partier, sköt både presidentval och riksdagsval på framtiden och fängslade många tusental högeraktivister. Undantagstillståndet kom inte senare att upphävas förrän i praktiken efter den sovjetiska ockupationens slut på nittiotalet.
Under stark press från Sovjetunionen blev Päts nödd stegvis att uppge Estlands självständighet under åren 1939 och 1940. Päts fängslades i juli 1940 och dog efter andra världskriget, fortfarande fängslad, på mentalsjukhus i Kalinin (nuvarande Tver) i Sovjetunionen.
Kommendör med stora korset av Kungl. Svenska Vasaorden med kedja 1936.

## Utmärkelser
- Storkorset av Finlands Vita Ros’ orden,  1922[4]
- Storkors av Dannebrogorden,  1933[5]
- Kommendör med stora korset av Vasaorden,  1936[6]
- Storkorset med kedja av Finlands Vita Ros orden,  27 augusti 1937[7]
- Vita stjärnans orden, kedjegrad,  24 april 1938
- Statsvapnets ordens kedja,  24 april 1938
- Hedersmedborgare,  1939[8]
- Hedersmedborgare i Tallinn
- Hedersmedborgare i Tartu
- Storkors av Polonia Restituta
- Biskop Platon-orden
- Storkorsriddare av Sankt Mauritius och Sankt Lazarusorden
- Första klass av Estniska Röda korsets orden
- Tre Stjärnors orden, första klass
- Hedersmedborgare i Pärnu
- Storkors av Hederslegionen
- 1:a graden av Örnkorsets orden
- Frihetskorset (Estland)
- Vita örnens orden

[Redigera Wikidata]